# Alexandre Beridze
Alexandre Beridze, né en 1975 à Kislovodsk en Russie, est un artiste peintre abstrait.

## Biographie
Petit-fils du peintre Feodor Kholvenkov, Alexandre Beridze est initié au dessin depuis l'âge de quatre ans. Il a passé son enfance à Saint-Pétersbourg avant de déménager à Tbilissi, en Géorgie, à l’âge de 11 ans, lorsque sa famille est retournée dans le pays d'origine de son père. Depuis 2000, Alexandre réside et travaille en France.
Après son arrivée à Paris, Beridze s'immerge dans le monde de l'art, participe à de nombreuses expositions et développe son propre style, combinant l'abstraction et la géométrie,.
Depuis 2013, les œuvres d'Alexandre Beridze sont présentées et mises en vente chez Phillips, une maison de ventes aux enchères spécialisée dans l'art contemporain, à Londres et à New York,,,.
En 2014, il est classé par le Journal du Net (JDN) parmi les 10 artistes les plus prometteurs, qui commencent susciter l'intérêt des critiques, des acheteurs, des galeristes, des conservateurs et des collectionneurs. La même année, Alexandre Beridze a participé à la Biennale de Florence, où il a reçu le prix Sandro Botticelli, qui récompense les artistes contemporains remarquables pour leur contribution au monde de l'art.
En 2016, il est désigné par le journal Sud Ouest comme « le roi de l'abstrait », un titre qui a ensuite été repris par d'autres publications,,,,.

## Publications
En 2018, une collaboration avec le chercheur théoricien mentaliste Jean-Louis Tripon a abouti à la publication du livre À la découverte de notre vie mentale, composé de 61 œuvres d'Alexandre Beridze, accompagnés des analyses de Tripon sur le processus mental,.
Au début des années 2020, Alexandre Beridze rédige le manifeste Renaissance de la Beauté, appelant à un retour aux standards classiques de la beauté. En 2023, ce manifeste a été publié dans son intégralité par le magazine Times Monaco, et repris par d'autres publications,.
Depuis 2023, il publie des articles sur des sujets liés à l'art, à la société, ainsi qu'à la relation étroite entre la science et l'art,,,.

## Expositions
- 2010 - Exposition collective London Art 2010, Waldorf Palace, Londres
- 2011 - Lignes de couleurs, exposition personnelle, Galerie Adler, Paris
- 2011 - ArtParis, Grand Palais, Paris [22]
- 2011 - Salon International d'Art contemporain, Sarria, Espagne
- 2012 - Exposition personnelle, Artist Quay, Monaco
- 2013 - Exposition personnelle, Galerie Orel, Paris
- 2014 - Exposition personnelle, Art House, Monaco
- 2014 - Biennale, Florence, Italie
- 2015 - Exposition personnelle, Galerie d'art Dadiani, Monaco
- 2016 - Exposition personnelle, Galerie d'Art de Pontaillac, Royan [9]
- 2016 - Exposition collective, Instant Art Gallery, Saintes [23]
- 2016 - Fragments, exposition personnelle, Galerie Art Thema, Bruxelles [24]
- 2017 - Fragments capturés, exposition personnelle, Parc Phoenix, Nice [11]
- 2017 - Figuratif Mental, exposition personnelle, Parc Phoenix, Nice [25]
- 2017 - Vegetal, exposition collective, Jardin Exotique, Monaco
- 2017 - DolceMonacArt, exposition collective, Dolceaqua, Monaco
- 2018 - 12es rencontres artistiques Monaco-Japon, Auditorium Rainier III, Monaco
- 2018 - Fresque de la Matryoshka, Paris
- 2018 - Exposition personnelle, Galerie Instant Art, Saintes
- 2019 - Reflection, exposition personnelle, Galerie G3, Bruxelles
- 2019 - Atelier, Musée Matisse, Nice
- 2019 - Fragments, exposition personnelle, ArtHub Gallery, Bruxelles
- 2020 - Centre d'art contemporain de Saint-Palais-sur-Mer, France [12],[26]
- 2020 - Galerie I-Intelligence, Paris, France
- 2020 - Present, Biba Gallery Worth Avenue, Palm Beach, USA
- 2021 - Galerie Tretyakov, Moscou, Russie
- 2021 - Portrait, exposition personnelle, Galerie Paul & Frères, Saintes, France [27]
- 2022 - Art Shopping, Carrousel du Louvre, Paris, France [28]
- 2022 - Invité d'honneur à la Citadelle du Château d'Oléron [29]
- 2022 - Portrait, exposition personnelle, Galerie Paul & Frères, Saintes, France[30]
- 2023 - Exposition au Domaine d’Ormesson-sur-Marne [31]
- 2023 - Exposition personnelle, Galerie Paul & Frères, Saintes, France [32]
- 2024 - Transpsychologie, exposition au Palais des congrès, Royan, France[13]